# Nigel De Brulier
Nigel De Brulier (Bristol, 8 luglio 1877 – Los Angeles, 30 gennaio 1948) è stato un attore britannico.

## Biografia
Nato a Bristol, in Inghilterra, Nigel De Brulier cominciò la sua carriera a teatro nel Regno Unito, trasferendosi poi negli Stati Uniti, dove iniziò a lavorare nel cinema. Il suo primo ruolo fu quello di un poeta in The Pursuit of the Phantom diretto da Hobart Bosworth nel 1914.
De Brulier interpretò il cardinale Richelieu in quattro pellicole: I tre moschettieri (1921), La maschera di ferro (1929), I tre moschettieri (1935) e La maschera di ferro (1939).

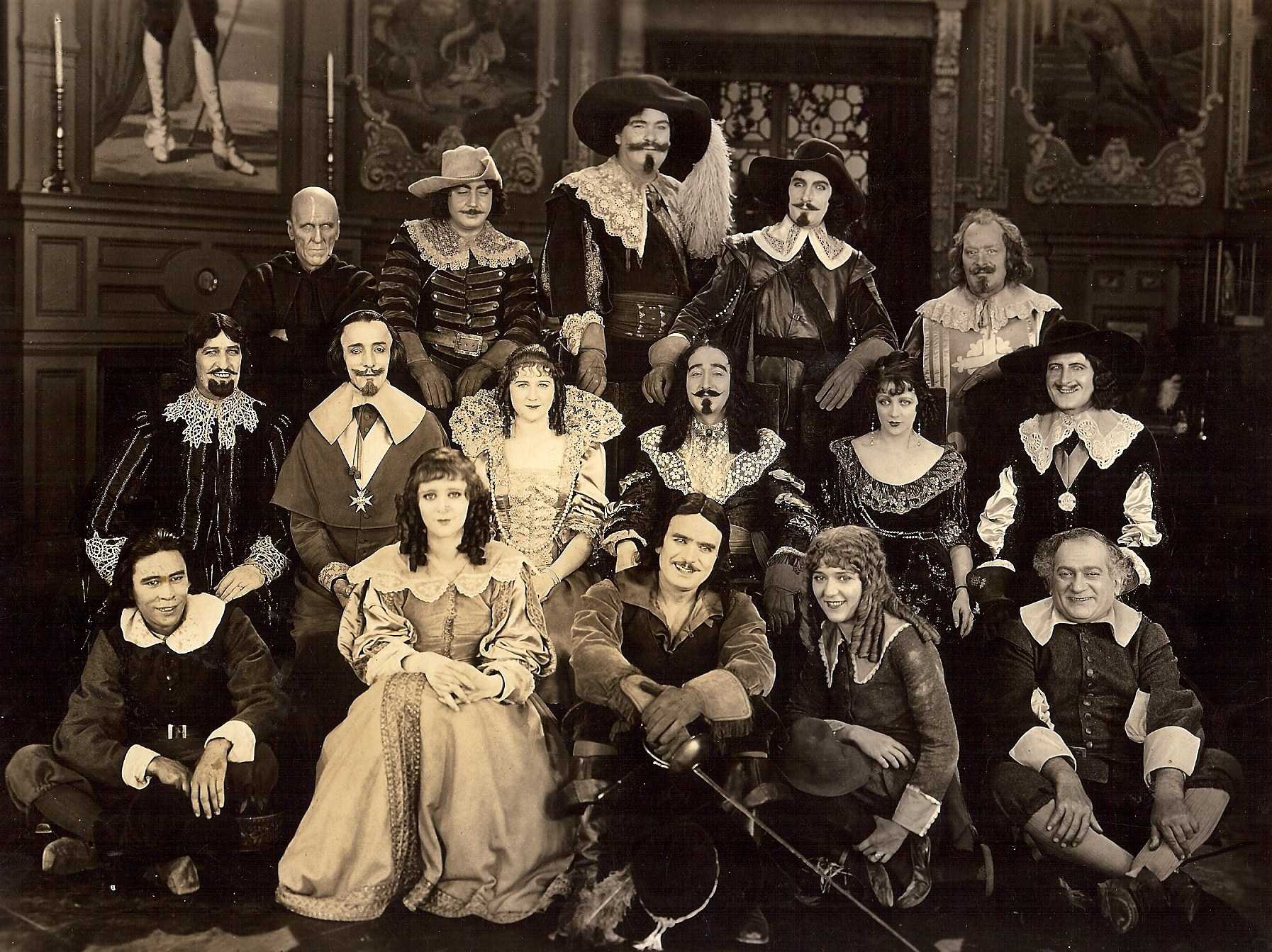
Nel ruolo di Richelieu (secondo a sinistra in seconda fila) nel cast de I tre moschettieri (1921)

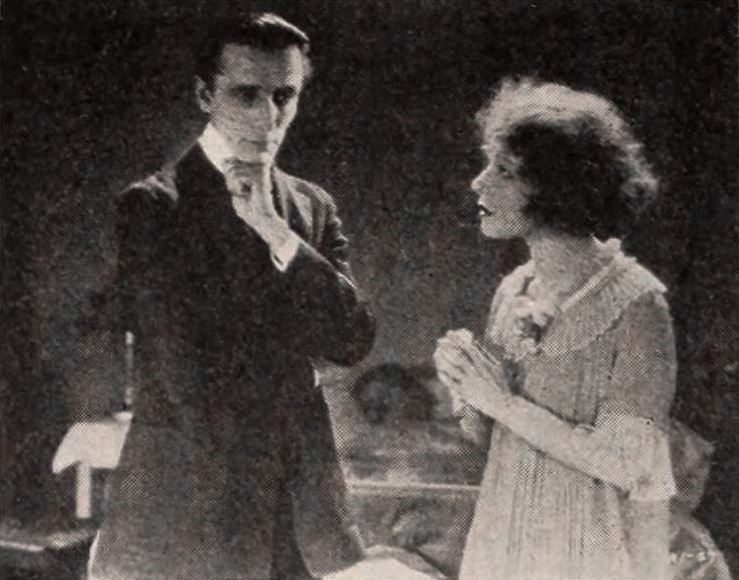
De Bruiler e Nazimova in A Doll's House (1922)

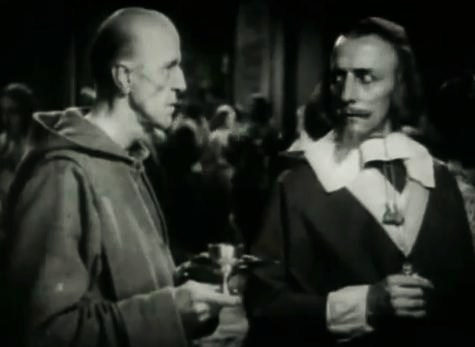
Lon Poff e De Bruiler ne La maschera di ferro (1929)

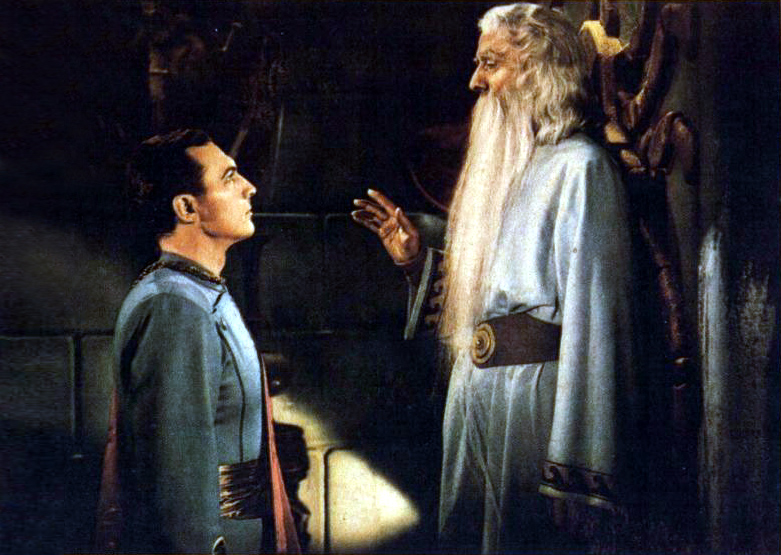
Tom Tyler e Nigel De Brulier (Adventures of Captain Marvel (1941)

## Filmografia

### Anni dieci
- The Pursuit of the Phantom, regia di Hobart Bosworth  (1914)
- Hypocrites, regia di Lois Weber (1915)
- The Spanish Jade, regia di Wilfred Lucas - come Nigel De Brullier (1915)
- Spettri (Ghosts), regia di George Nichols e John Emerson (1915)
- The Dumb Girl of Portici, regia di Phillips Smalley, Lois Weber - come N. De Brouillet  (1916)
- Ramona, regia di Donald Crisp - come N. de Brullier  (1916)
- Pasquale, regia di William Desmond Taylor (1916)
- Purity, regia di Rae Berger (1916)
- Intolerance, regia di D.W. Griffith (1916)
- Giovanna d'Arco (Joan the Woman), regia di Cecil B. DeMille (1916)
- The Voice on the Wire, regia di Stuart Paton  (1917)
- The Bond Between, regia di Donald Crisp (1917)
- Il re dell'audacia (The Gray Ghost), regia di Stuart Paton - serial (1917)
- Triumph, regia di Joseph De Grasse (1917)
- A Romany Rose, regia di Marshall Stedman (1917)
- A Prince for a Day, regia di Marshall Stedman  (1917)
- The Mystery Ship, regia di Francis Ford, Harry Harvey, Henry MacRae - serial (1917)
- The Girl o' Dreams, regia di Tom Ricketts (1918)
- The Kaiser, the Beast of Berlin, regia di Rupert Julian (1918)
- The Lion's Claws, regia di Harry Harvey, Jacques Jaccard - serial (1918)
- Me und Gott, regia di Wyndham Gittens - come Nigel De Brullier  (1918)
- Kultur, regia di Edward LeSaint - come Nigel De Brullier (1918)
- The Romance of Tarzan, regia di Wilfred Lucas (1918)
- The Testing of Mildred Vane, regia di Wilfred Lucas (1918)
- The Boomerang, regia di Bertram Bracken - come Nigel De Bruillier (1919)
- Sahara, regia di Arthur Rosson (1919)
- The Right to Happiness, regia di Allen Holubar (1919)
- The Mystery of 13, regia di Francis Ford (1919)
- The Hawk's Trail, regia di W. S. Van Dyke - serial cinematografico (1919)

### Anni venti
- Flames of the Flesh, regia di Edward LeSaint  - (con il nome Nigel De Brullier) (1920)
- The Virgin of Stamboul, regia di Tod Browning  (1920)
- The Mother of His Children, regia di Edward LeSaint  (1920)
- That Something, regia di Lawrence Underwood, Margery Wilson  (1920)
- His Pajama Girl, regia di Donald Edwards (1920)
- The Dwelling Place of Light, regia di Jack Conway (1920)
- I quattro cavalieri dell'Apocalisse (The Four Horsemen of the Apocalypse), regia di Rex Ingram (con il nome Nigel de Brulier)  (1921)
- Cold Steel, regia di Sherwood MacDonald (1921)
- Without Benefit of Clergy, regia di James Young (1921)
- The Three Musketeers, regia di Fred Niblo (1921)
- The Devil Within, regia di Bernard J. Durning (1921)
- Femmine folli (Foolish Wives), regia di Erich von Stroheim (1922)
- A Doll's House, regia di Charles Bryant (1922)
- Omar the Tentmaker, regia di James Young (1922)
- Salome, regia di Charles Bryant (1923)
- Roberto di Hentzau (Rupert of Hentzau), regia di Victor Heerman (1923)
- The Eleventh Hour, regia di Bernard J. Durning (1923)
- Il gobbo di Notre Dame (The Hunchback of Notre Dame), regia di Wallace Worsley - come Nigel de Brulier) (1923)
- St. Elmo, regia di Jerome Storm (1923)
- Arance selvatiche (Wild Oranges), regia di King Vidor  - come Nigel de Brulier (1924)
- Three Weeks, regia di Alan Crosland (1924)
- A Boy of Flanders, regia di Victor Schertzinger (1924)
- Mademoiselle Midnight, regia di Robert Z. Leonard (1924)
- Il figlio di papà (A Regular Fellow), regia di A. Edward Sutherland (1925)
- The Ancient Mariner, regia di Chester Bennett, Henry Otto (1925)
- Ben-Hur: A Tale of the Christ, regia di Fred Niblo - come Nigel de Brulier (1925)
- Yellow Fingers, regia di Emmett J. Flynn (1926)
- The Greater Glory, regia di Curt Rehfeld (1926)
- Don Giovanni e Lucrezia Borgia (Don Juan), regia di Alan Crosland (1926)
- The Beloved Rogue, regia di Alan Crosland (1927)
- Ali (Wings), regia di William A. Wellman (1927)
- The Patent Leather Kid, regia di Alfred Santell (1927)
- Soft Cushions, regia di Edward F. Cline (1927)
- Prigionieri (Surrender), regia di Edward Sloman (1927)
- My Best Girl, regia di Sam Taylor (non accreditato)  (1927)
- Il gaucho (The Gaucho), regia di F. Richard Jones (1927)
- Frenzy   (1928)
- Vigilia d'amore (Two Lovers), regia di Fred Niblo (1928)
- La danzatrice rossa (The Red Dance), regia di Raoul Walsh (1928)
- The Divine Sinner, regia di Scott Pembroke (1928)
- Amori di un'attrice (Loves of an Actress), regia di Rowland V. Lee (1928)
- Mondo senza luce (Me, Gangster), regia di Raoul Walsh (1928)
- L'arca di Noè (Noah's Ark), regia di Michael Curtiz (1928)
- La maschera di ferro (The Iron Mask), regia di Allan Dwan (1929)
- I volti della verità (Thru Different Eyes) (1929)
- The Wheel of Life, regia di Victor Schertzinger (1929)

### Anni trenta
- La dea verde (The Green Goddess), regia di Alfred E. Green (1930)
- Redenzione (Redemption), regia di Fred Niblo e Lionel Barrymore (1930)
- Golden Dawn, regia di Ray Enright (1930)
- Moby Dick il mostro bianco (Moby Dick), regia di Lloyd Bacon (1930)
- Il figlio dell'India (Son of India)  (1931)
- Il segreto del dottore (Alias the Doctor), regia di Michael Curtiz e, non accreditato, Lloyd Bacon (1932)
- La lotteria del diavolo (Devil's Lottery) (1932)
- Miss Pinkerton   (1932)
- Chandu the Magician, regia di William Cameron Menzies e Marcel Varnel (1932)
- Rasputin e l'imperatrice (Rasputin and the Empress), regia di Richard Boleslawski e, non accreditato, Charles Brabin (1932)
- The Monkey's Paw, regia di Wesley Ruggles e, non accreditato, Ernest B. Schoedsack (1933)
- Life in the Raw (1933)
- I'm No Angel, regia di Wesley Ruggles  (1933)
- La casa dei Rothschild (The House of Rothschild), regia di Alfred L. Werker (1934)
- Viva Villa!, regia di Jack Conway (1934)
- The Spectacle Maker  (1934)
- Il segreto delle piramidi (Charlie Chan in Egypt), regia di Louis King (1935)
- I tre moschettieri (The Three Musketeers), regia di Rowland V. Lee (1935)
- Le due città (A Tale of Two Cities), regia di Jack Conway (1935)
- Robin Hood dell'Eldorado (Robin Hood of El Dorado) (1936)
- Half Angel (1936)
- Down to the Sea (1936)
- San Francisco, regia di W.S. Van Dyke II (1936)
- Maria di Scozia (Mary of Scotland), regia di John Ford (1936)
- Il giardino di Allah (The Garden of Allah), regia di Richard Boleslawski (1936)
- Legione bianca (White Legion), regia di Karl Brown (1936)
- The Last Train from Madrid (1937)
- Il californiano (The Californian) (1937)
- La maschera di Zorro (Zorro Rides Again), regia di John English e William Witney (1937)
- Joaquin Murrieta (1938)
- Maria Antonietta (Marie Antoinette), regia di W. S. Van Dyke II (1938)
- Il mastino di Baskerville (The Hound of the Baskervilles), regia di Sidney Lanfield (1939)
- Zenobia (1939)
- La maschera di ferro (The Man in the Iron Mask) (1939)
- Gli ammutinati (Mutiny in the Big House) (1939)
- Heaven with a Barbed Wire Fence (1939)
- L'usurpatore (Tower of London), regia di Rowland V. Lee (1939)
- La rivolta del Messico (The Mad Empress), regia di Miguel Contreras Torres (1939)

### Anni quaranta
- Viva Cisco Kid, regia di Norman Foster (1940)
- Sul sentiero dei mostri (One Million B.C.), regia di Hal Roach (1940)
- Adventures of Captain Marvel, regia di John English, William Witney - serial (1941)
- For Beauty's Sake, regia di Shepard Traube (1941)
- Wrecking Crew, regia di Frank McDonald (1942)
- The Adventures of Smilin' Jack, regia di Lewis D. Collins, Ray Taylor - serial (1943)
- Tonight We Raid Calais, regia di John Brahm (1943)